# Avoriaz
Avoriaz è una stazione sciistica francese, del dipartimento dell'Alta Savoia. Situata a 1800 metri di altitudine, Avoriaz appartiene al comune di Morzine.

## Storia
Avoriaz ha una storia recente: nata dal progetto di Jean Vuarnet, campione di sci e fondatore della nota casa produttrice di occhiali, Avoriaz è stata inaugurata nel 1966.

## Caratteristiche
All'interno del paese non si può circolare con le automobili. Questa particolarità rende caratteristico il paese, che nasce sulle piste da sci.
La cittadina è molto frequentata nel periodo invernale, essendo snodo importante del comprensorio sciistico delle Portes du Soleil (Porte del Sole). D'estate, invece, c'è la possibilità di giocare a golf su un campo di 9 buche, oppure effettuare qualche escursione tra gli alberi, a piedi o in mountain bike.

## Aquariaz
Nel comune si trova il parco acquatico Aquariaz di 2.400 m². 

## Amministrazione

### Gemellaggi
- Bonifacio